# Procleobis patagonicus
Procleobis patagonicus är en spindeldjursart som beskrevs av Kraepelin 1899. Procleobis patagonicus ingår i släktet Procleobis och familjen Ammotrechidae. Inga underarter finns listade i Catalogue of Life.